# Irmela von der Lühe

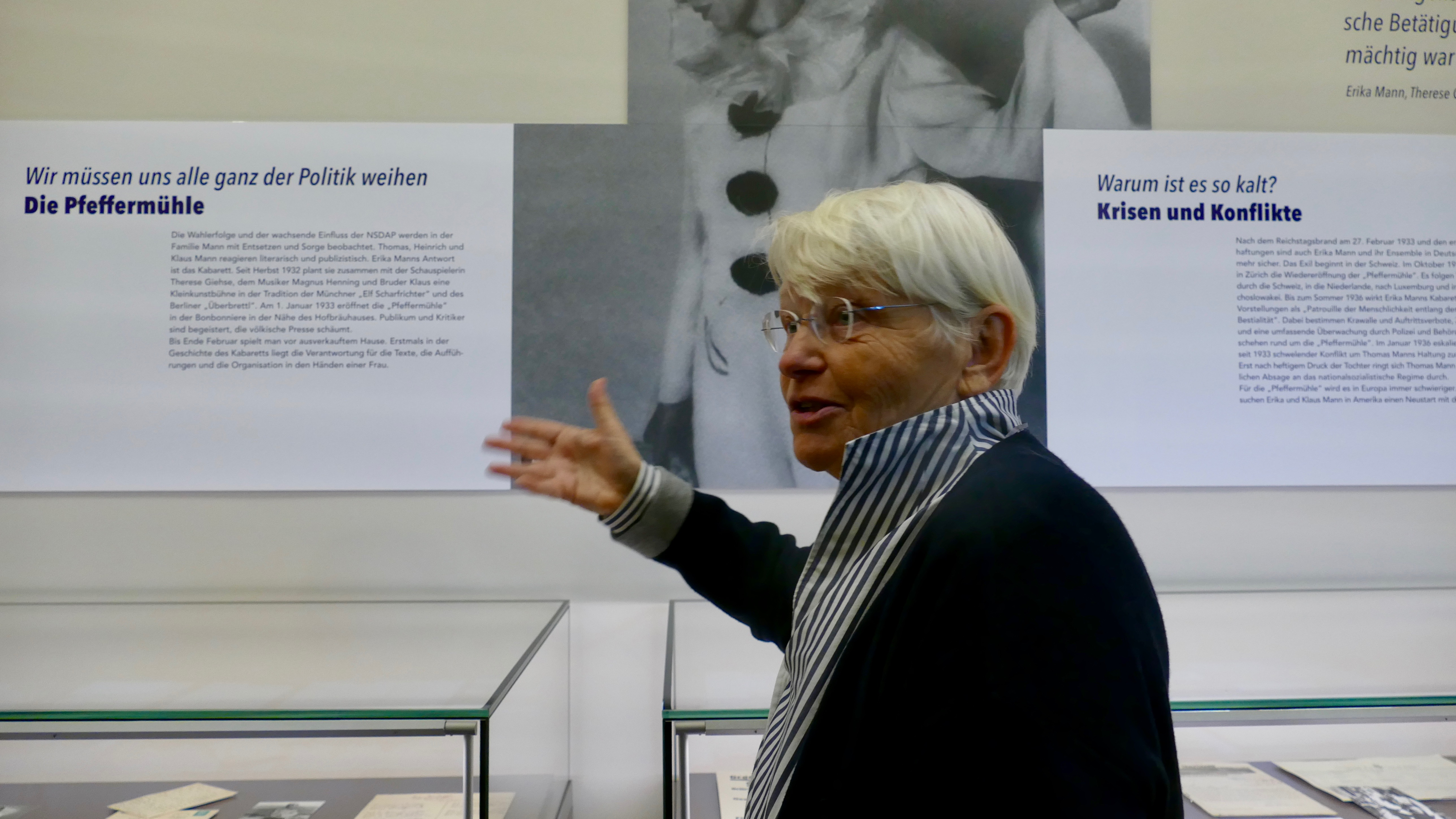
Irmela von der Lühe in der von ihr kuratierten Ausstellung zu Erika Mann in der Monacensia (2019)

Irmela (Irmgard-Marie) von der Lühe (* 24. Juni 1947 in Berlin) ist eine deutsche Autorin, Herausgeberin und ehemalige Professorin im Fachbereich Philosophie und Geisteswissenschaften am Institut für deutsche und niederländische Philologie an der Freien Universität Berlin.

## Leben
Ihre Eltern waren der Kaufmann Dietrich von der Lühe und dessen zweite Ehefrau Marianne Schmidt, Tochter der Marie Müller und des Musikprofessors Hermann Schmidt. Nach dem Tod der Mutter 1960 heiratete der Vater nochmals, eine Friederun von Larisch-Kümmritz. Irmela von der Lühe studierte Germanistik, Geschichte und Philosophie an den Universitäten von Tübingen, Münster und Berlin. Nach dem Ersten Staatsexamen 1971 war sie Wissenschaftliche Assistentin im Fachbereich Germanistik der Freien Universität Berlin. 1977 erfolgte die Promotion. Nach dem Zweiten Staatsexamen war sie als Studienrätin und später als Studiendirektorin an der Fichtenberg-Oberschule in Berlin-Steglitz tätig. 1993 erfolgte ihre Habilitation. Nach Lehrtätigkeiten in Berlin und Göttingen war sie vom 1. Oktober 2004 bis zu ihrer Emeritierung 2012 Universitätsprofessorin am Institut für Deutsche und Niederländische Philologie der Freien Universität Berlin.

## Wirken
Von der Lühes Forschungsschwerpunkte sind Literatur des 18. bis 20. Jahrhunderts, Schriftstellerinnen der Moderne, deutsch-jüdische Literatur im 20. Jahrhundert, Exilliteratur sowie Holocaust und Literatur. Im Bereich Thomas Mann und der Familie Mann ist ihr Schwerpunkt Erika Mann, deren Werk sie gemeinsam mit Uwe Naumann herausgibt und über die sie eine Biografie verfasst hat.
2019 kuratierte von der Lühe die erste Einzelausstellung zu Erika Mann in der Münchner Monacensia unter dem Titel Erika Mann. Kabarettistin. Kriegsreporterin. Politische Rednerin. Von Oktober 2020 bis Februar 2021 fand die gleiche Ausstellung als eine Sonderausstellung im Deutschen Exilarchiv 1933–1945 der Deutschen Nationalbibliothek in Frankfurt am Main statt.

## Veröffentlichungen (Auswahl)
- Natur und Nachahmung in der ästhetischen Theorie zwischen Aufklärung und Sturm und Drang – Untersuchungen zur Batteux-Rezeption in Deutschland. in: Abhandlungen zur Kunst-, Musik- und Literaturwissenschaft Band 283, Bonn 1979.
- Erika Mann: Eine Biographie. Fischer Verlag, Frankfurt/Main, 5. Auflage 2001. ISBN 3-596-12598-7.
- Erika Mann: Eine Lebensgeschichte. Rowohlt, Reinbek 2009. ISBN 978-3-499-62535-0.
- „Auch in Deutschland waren wir nicht wirklich zu Hause“: Jüdische Remigration nach 1945. Wallstein, Göttingen 2008. ISBN 978-3-8353-0312-6.